# تشراغيل
تشراغيل هي قرية في مقاطعة أذر شهر، إيران. عدد سكان هذه القرية هو 390 في سنة 2006.